# Kabba Jallow
Makoumba I. Kabba „MI“ Jallow (* 20. Jahrhundert; † 3. März 2017 in Banjul) war ein gambischer Fußballtrainer.
Jallow war von 1978 bis 1983 Nationaltrainer der Gambischen Fußballnationalmannschaft, sein Assistenztrainer war damals bis 1982 Mass Axi Gai. Jallow war selbst auch Nationalspieler und diente als Vizepräsident der Gambia Football Association.